# Državni zavod za nuklearnu sigurnost
Državni zavod za nuklearnu sigurnost bilo je tijelo državne uprave nadležno za poslove nuklearne sigurnosti u Republici Hrvatskoj. 
Zavod je izdavao dozvole za obavljanje nuklearne djelatnosti, osiguravao program postupaka u slučaju nuklearne nesreće, putem djelovanja Tehničkog potpornog centra, pratio stanje sigurnosti nuklearnih elektrana u regiji i provodio procjenu opasnosti od mogućih nuklearnih nesreća u njima, a osobito za Nuklearnu elektranu Krško, koordinirao poslove tehničke suradnje s Međunarodnom agencijom za atomsku energiju.
Donošenjem Zakonom o radiološkoj i nuklearnoj sigurnosti osnovan je Državni zavoda za radiološku i nuklearnu sigurnost, koji je preuzeo poslove i nadležnost Državnog zavoda za zaštitu od zračenja i Državnog zavoda za nuklearnu sigurnost

## Vanjske poveznice
- Državni zavod za nuklearnu sigurnost  Arhivirana inačica izvorne stranice od 3. ožujka 2008. (Wayback Machine)